# Губанова, Алёна Вячеславовна
Алёна Вячесла́вовна Губа́нова (род. 23 августа 1973 года, Астрахань) — глава муниципального образования «Город Астрахань» 5 октября 2015 года по 30 сентября 2020 год.

## Биография
Закончила Ростовский государственный университет по специальности журналистика, Волгоградскую академию государственной службы по специальности государственное и муниципальное управление и Южно-Российский гуманитарный институт по специализации экономика.
В 1990 году начала работать журналисткой в издательском доме «Каспий», также являлась корреспондентом ИТАР-ТАСС.
С 1995 года работала в телекомпании «ЭКС-видео» руководителем утреннего канала. В том же году была приглашена на работу в службу пресс-секретаря первого губернатора Анатолия Гужвина. В 1998 году возглавила пресс-службу.
В 2005 году назначена генеральным директором типографии «Волга».
В 2015 году стала главой Астрахани как политик от партии «Единая Россия». Получила 28 из 35 голосов присутствовавших депутатов городской думы.
В 2018 году стала вице-президентом Евразийского отделения Всемирной организации «Объединённые города и местные власти».
30 сентября 2020 года покинула пост главы Астрахани. До этого, в течение 2020 года, инициативная группа из депутатов городской думы добивалась отставки Губановой.
2 октября 2020 года была назначена на должность директора Астраханского автомобильно-дорожного колледжа.
В 2021 году баллотировалась в Государственную думу восьмого созыва по Астраханскому одномандатному округу от партии «Гражданская платформа», но заняла только десятое место, набрав только 5 068 голосов (1,62 % от числа проголосовавших).

## Семейное положение
Свободна. Дочь- Софья Пешка. 20 лет. Актриса, модель.

## Признание
- Государственная телерадиокомпания «Лотос» в 2015 году присудила Алене Губановой победу в номинации «Выбор года».[7]
- В 2010 году стала победителем Всероссийского конкурса «Женщина — руководитель года».

## Награды
- В 2015 году награждена медалью ордена «За заслуги перед Астраханской областью».